# Леман, Роберт
Роберт Оуэн Леман-старший (29 сентября 1891, Нью-Йорк — 9 августа 1969) был американским банкиром, долгое время возглавлял инвестиционный банк Lehman Brothers, владелец скаковой лошади, коллекционер произведений искусства и меценат.

## Жизнь и карьера
Леман родился в еврейской семье в Нью-Йорке. Он был сыном Филиппа Лемана (1861—1947) и внука Эмануэля Лемана, соучредителя инвестиционного банка Lehman Brothers, и Кэрри Лауэр (1865—1937).
Он окончил школу Хотчкисс в 1908 году и был выпускником Йельского университета в 1913 году и членом братства Delta Kappa Epsilon (Phi chapter). Когда его отец вышел на пенсию в 1925 году, «Бобби» Леман взял на себя руководящую роль семейного бизнеса. Он взял на себя управление банком в то время, когда Lehman Brothers, как и его конкуренты Goldman Sachs и Morgan Stanley, была, по сути, фирмой с одним офисом.
В то время как здравые финансовые принципы были важны, Роберт Леман часто цитировался, говоря, что он «делает ставку на людей». Одним из тех, в кого он верил, был Хуан Триппе, который построит Pan American World Airways в индустриальном центре. Роберт Леман понимал, что для максимизации роста Lehman Brothers ему необходим дополнительный капитал инвесторов. Сохраняя контроль над голосованием, он был первым, кто пригласил не членов семьи стать партнерами. Он также понимал, что правильные партнеры могут расширять возможности компании посредством взаимного управления. Таким образом, он продал долю в Lehman Brothers Джону Д. Герцу, который продал свою компанию Yellow Cab и The Hertz Corporation за целое состояние и который входил в совет директоров General Motors. При Роберте Лемане банк сконцентрировался на быстроразвивающихся потребительских отраслях, заключив соглашения о финансировании в сфере розничной торговли, авиакомпаний и индустрии развлечений, в частности с театральной группой Keith-Albee-Orpheum 1928 года, которая продала большую часть своих акций Джозефу П. Кеннеди, который привело к созданию киностудий РКО. И когда Lehman соберет начальное финансирование для Paramount Pictures, Джон Д. Херц станет их связующим звеном в совете Paramount.
Роберт Леман руководил своей компанией через риски краха фондового рынка 1929 года и последовавшей Великой депрессии 1930-х годов. После войны он значительно расширил компанию, расширившись до Парижа, Франция, чтобы удовлетворить финансовые потребности своих клиентов в международных операциях. В процессе он сделал себя одним из самых богатых людей в Соединенных Штатах.

## Чистокровные лошади
Любитель лошадей и энтузиаст поло, Роберт Леман играл в команде по поло с У. Авереллом Харриманом, Джоком Уитни и Томми Хичкоком-младшим. Он также был чистокровным владельцем и заводчиком скаковых лошадей, у которого было пять лошадей, соревнующихся в дерби в Кентукки. Его лошади, наиболее обученные Ральфом Керчевалом, выиграли множество важных гонок на кольях, в том числе гандикап для исправлений и гандикап на Лонг-Айленде на ипподроме Акведук, и гандикап Бернарда Баруха на ипподроме Саратога.

## Коллекция произведений искусства
В течение шести десятилетий он опирался на коллекцию произведений искусства, созданную его отцом в 1911 году и посвятившую много времени и энергии в качестве давнего члена Попечительского совета Метрополитен-музея искусств, и, наконец, стал первым председателем доска у митрополита в 1960-х. Важность его коллекции стала такой, что в 1957 году около трехсот работ были использованы для персональной выставки в Музее Лувра в Оранжерее в саду Тюильри в Париже. В то время его была единственная частная американская коллекция, удостоенная этой чести. В 1968 году он получил почетного доктора гуманитарных наук от Йельского университета за «улучшение гражданской жизни, культуры и художественного развития нашей цивилизации».
После его смерти в 1969 году Фонд Роберта Лемана передал в дар Метрополитен-музею искусств около 3000 произведений искусства. Размещенный в крыле Роберта Лемана, которое было открыто для публики в 1975 году, музей назвал его «одной из самых выдающихся частных коллекций произведений искусства, когда-либо собранных в Соединенных Штатах». По сей день его Фонд продолжает свою деятельность, управляя Фондом лекций по искусству Роберта Лемана и спонсируя выставки в музеях, как в США, так и по всему миру. Другие благотворительные мероприятия включают поддержку телевизионных программ PBS. В его честь назван художественный центр имени Роберта Лемана при школе Брукс в Северном Андовере, штат Массачусетс.

## Личная жизнь
Первый брак Роберта — с Рут С. (урожденной Ламар) Рамси (род. 1902) в мае 1929 года в Монреале, Квебек — развелся в 1931 году. До брака с Робертом Рут Ламар была замужем за Джоном Уильямсом. «Джек» Рамси (1877—1960), который был владельцем Embassy Club (ночной клуб в Нью-Йорке) и президентом American Play Company (старое литературное агентство, расположенное на 532 Пятой авеню в Манхэттене).
Второй брак Роберта, который произошел 25 июня 1934 года в Вашингтоне, округ Колумбия, был с Рут «Китти» (Ливитт) Микер (1904—1984), дочерью Уильяма Гомера Ливитта и Рут Брайан Оуэн, и внучкой государственного секретаря США Уильям Дженнингс Брайан. У них был один сын, кинематографист и режиссер, Роберт «Робин» Оуэн Леман-младший. У Микера было три дочери от первого брака с Уильямом Пейнтером Микером (1902—1983), с которыми она развелась в 1933 году: Рут Майкер, Хелен Микер и Кэтрин Микер. Брак Роберта и Рут Микер также закончился разводом в 1951 году.
Третий брак Роберта — с Ли «Еленой» (Анц) Линн (1919—2006) — состоялся 10 июля 1952 года в Нью-Йорке.
Он умер 9 августа 1969 года и похоронен на кладбище Вудлон в Бронксе, Нью-Йорк.